# Chiesa di Santa Croce (Casapesenna)
La chiesa di Santa Croce è la chiesa parrocchiale di Casapesenna in provincia di Caserta, e appartenente alla diocesi di Aversa.

## Storia
Il primo documento che fa riferimento a questa chiesa è un atto di donazione del conte normanno Roberto di Sant'Agata (probabilmente dei Goti) del 1097, nel quale donava alla "Sancta Mater Ecclesia Beati Pauli di Adversani" governata dal venerando vescovo Giovanni I tutte le chiese appartenenti al suo feudo, tra cui la "Ecclesia Sanctae Mariae di Casa Pesenda".L'esistenza della chiesa viene confermata anche da un Codice Diplomatico Svevo del 1201, tradotto da Catello Salvati, in cui si legge il nome della chiesa, "Santa Maria" di Casapesenda e dall'Elenco delle decime del XIII secolo e del XIV. 
Non è noto l'anno di fondazione della chiesa e il motivo per il quale cambiò denominazione da "Santa Maria" in "Santa Croce". Nella Visita Pastorale del vescovo di Aversa Pietro V Ursino del 1597 viene descritta la presenza di affreschi della Vergine Maria con il Bambino e di Sant'Elena che regge la croce. Dal resoconto la chiesa era ampia, aveva sei altari, ma era completamente in rovina e il vescovo ordinava la costruzione di una nuova chiesa.
Nel 1602 negli Status animarum per la prima volta la chiesa viene nominata come "Santa Croce"; nello stesso anno ci fu l'istituzione dell'Archivio parrocchiale.All’inizio del '600 l'edificio venne rinnovato in stile barocco, come testimoniato in alcune foto del '900 che mostrano la facciata in stile barocco napoletano. 
A partire dal 1934 la chiesa subì degli interventi di restauro e di ampliamento visto che la struttura versava in condizioni pessime; i lavori furono eseguiti per volontà del parroco don Salvatore Vitale. I lavori iniziarono il 18 gennaio 1934 e furono conclusi nel 1956; il progetto fu dell'architetto Isidoro Caso di Grumo Nevano. Negli ultimi anni del '900 venne realizzato il rivestimento marmoreo della facciata che sostituì definitivamente quello barocco.

## Descrizione

### Esterno

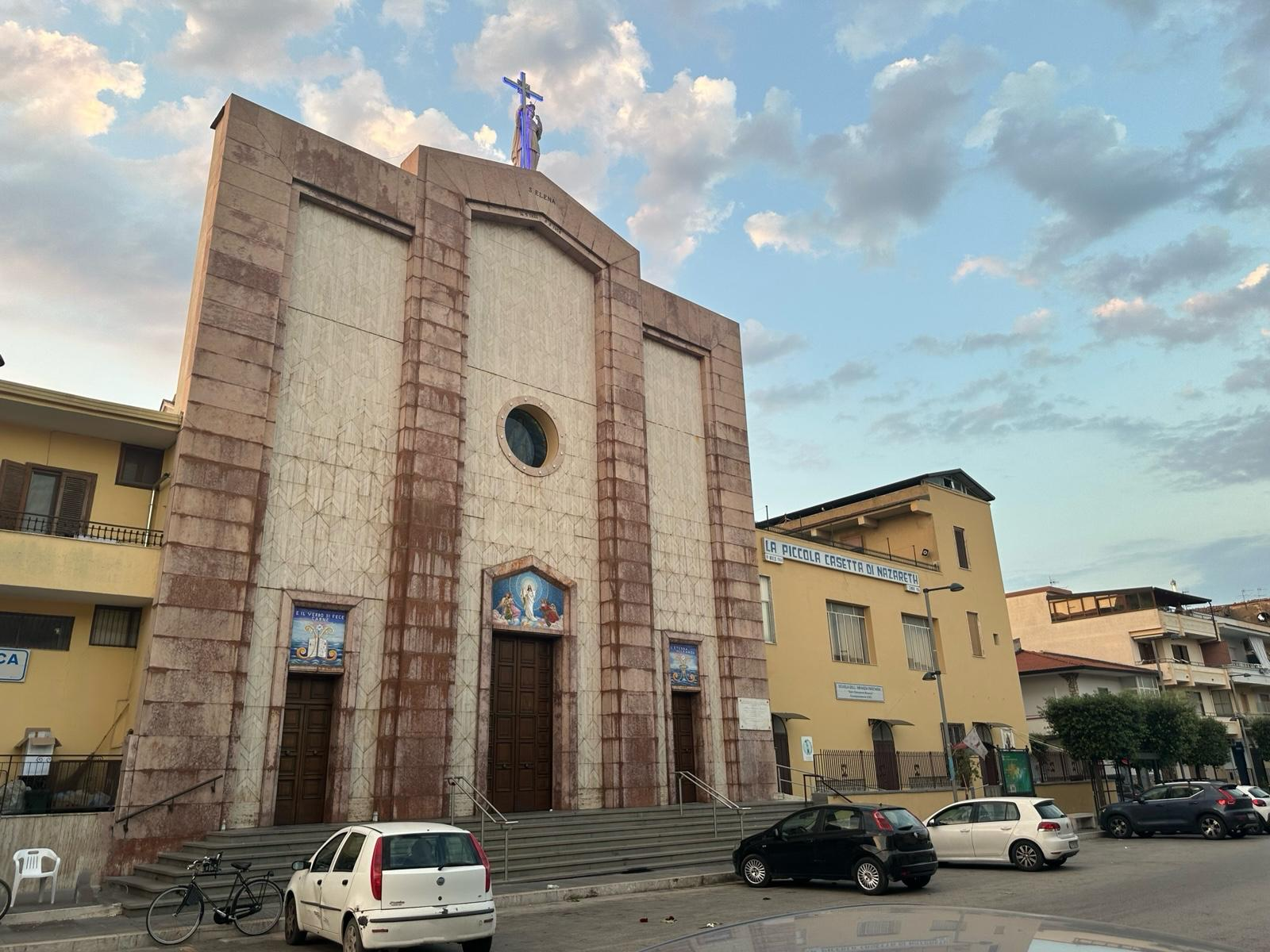
Facciata

La facciata rialzata su una scalinata è divisa in tre sezioni verticali, marcate da un rivestimento in marmo. Sono presenti tre portali d'ingresso sormontati da un elemento decorativo. Il portale centrale presenta un mosaico della Resurrezione mentre i due laterali presentano delle rappresentazioni di elementi sacri e frasi bibliche. Sempre il setto centrale presenta circa a metà altezza un rosone moderno, formato da una vetrata con l'immagine della madonna e sulla sommità della parte centrale è presente la statua di Sant'Elena posizionata nel 1985.

### Interno

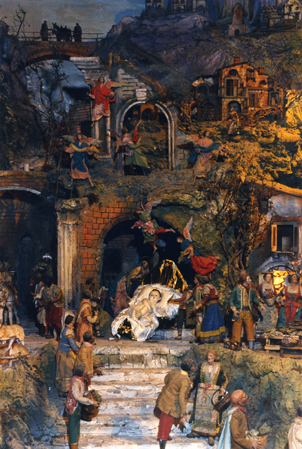
Il presepe, vincitore del premio Enal 1958

La chiesa ha un impianto a croce latina a navata unica con transetto. All'incrocio tra navata e transetto c'è la cupola. Accanto all'ingresso, sulla sinistra, si trova un antico battistero in marmo risalente al '600 con lo stemma della famiglia Colonna.  
L'altare maggiore risalente agli anni '40 fu realizzato da Pasquale Ciavolino; questo è sovrastato dalla settecentesca statua lignea di Sant'Elena. Dietro l'altare è presente un presepe permanente realizzato nel 1956 con pastori del '700 di scuola napoletana. Al presepe, voluto da don Salvatore Vitale e realizzato dal maestro Alfredo Pellegrino, fu assegnato il premio nazionale dall'Enal di Roma nel 1958.
La chiesa ha due grandi cappelle laterali: una dedicata al co-patrono del paese Sant'Antonio da Padova, l'altra dedicata al Sacro Cuore di Gesù. La chiesa accoglie le statue lignee risalenti all'800 di Sant'Antonio, dell'Addolorata e dell'Assunta. Le cappelle sono decorate dagli affreschi del pittore Antonio Sicurezza di Formia e Gennaro Guarino di Napoli. All'interno della chiesa si trova anche la tomba di don Salvatore Vitale, Servo di Dio e parroco di Casapesenna dal 1933 alla sua morte, avvenuta nel 1981.   

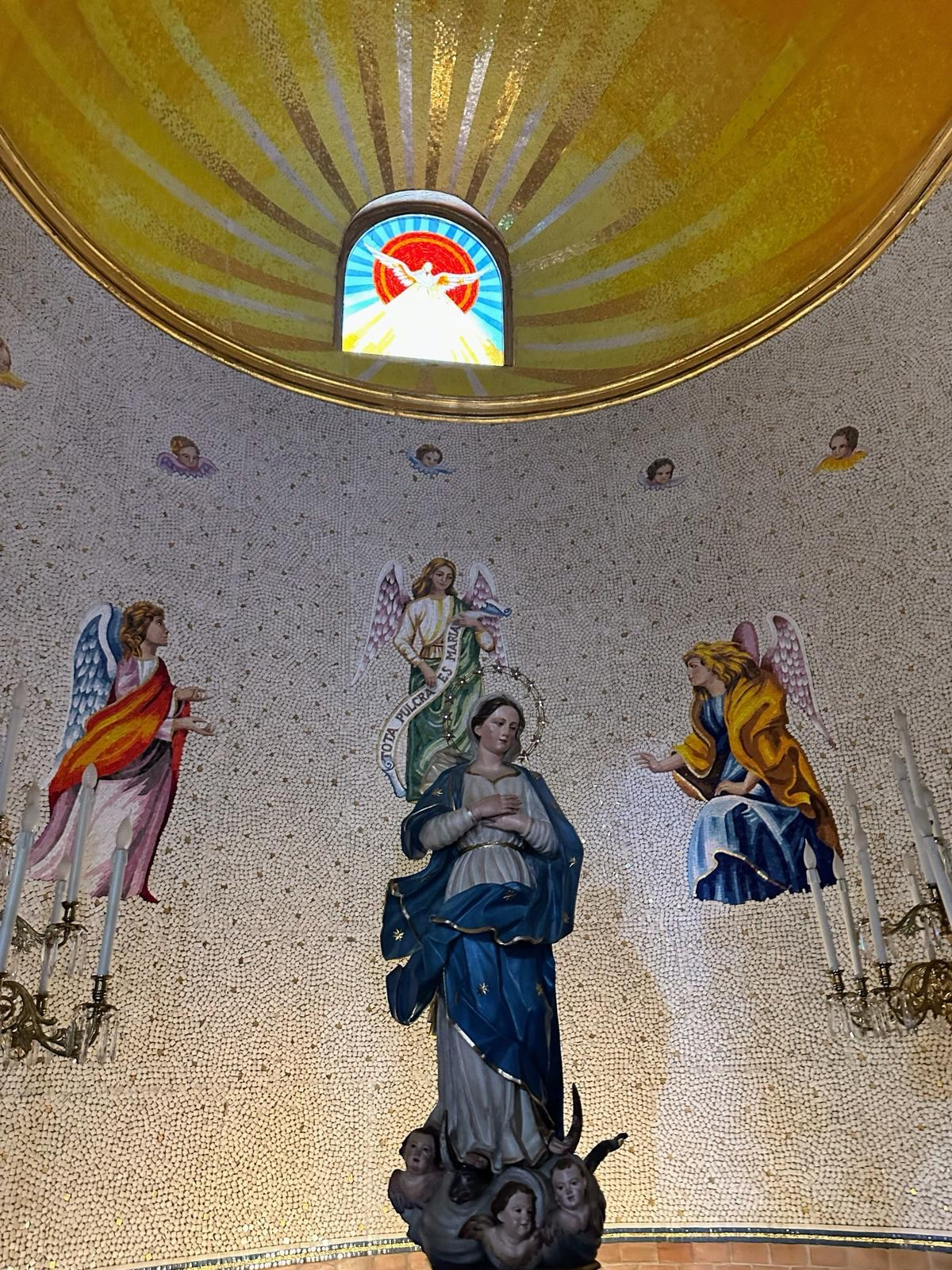
Statua dell'Immacolata Concezione e mosaico raffigurante angeli

## Fatti notevoli
- Nel 1942, durante il pontificato di Papa Pio XII, la parrocchia ricevette una donazione di 1000 lire dal Santo Padre, come attestato in un elenco a stampa dei benefattori dell’epoca.[15]
- Il 13 novembre 1990 papa Giovanni Paolo II giunto a Casapesenna per visitare il santuario mariano di Mia Madonna e Mia Salvezza sostò davanti alla chiesa Santa Croce.
- Il 14 aprile 1991 l'allora cardinale Joseph Ratzinger, futuro papa Benedetto XVI, giunse a Casapesenna, visitò la chiesa e sostò sulla tomba del Servo di Dio don Salvatore Vitale in occasione dei dieci anni dalla sua scomparsa.[16]
- Nel 2025, ad aprile per alcuni giorni la Chiesa Santa Croce ha ospitato la reliquia del Volto Santo di Manoppello.